# Ramiro Ortiz
Ramiro Ortiz (Chieti, 1º luglio 1879 – Padova, 26 luglio 1947) è stato un filologo e linguista italiano.

## Biografia
Figlio del patriota e professore Giusto Ortiz e fratello della bibliotecaria e traduttrice Maria Ortiz, si laureò all'Università di Napoli nel 1902 con una tesi in filologia romanza.
Perfezionatosi all'Istituto di Studi Superiori di Firenze, ebbe come maestri Guido Mazzoni, Ernesto Giacomo Parodi e Pio Rajna.
Nel 1909 giunse in Romania per insegnarvi lingua e letteratura italiana su mandato del Ministero dell'Istruzione.
Il 17 dicembre 1913 Ortiz fu nominato titolare della cattedra di Lingua e Letteratura Italiana all'Università di Bucarest. Scoppiata la Grande Guerra, nel 1916 lasciò la Romania, dove tornò tre anni dopo.
Nel 1921 fondò a Bucarest la rivista Roma (uscita sino al 1933).
Fondò l'Istituto di Cultura Italiana nella capitale romena, inaugurato il 7 aprile 1924 e trasformato in istituzione dello Stato italiano il 2 aprile 1933.
Per i suoi meriti Ortiz fu accolto nell'Accademia Romena quale membro onorario.
Nel 1933 passò all'Università di Padova a succedere a Vincenzo Crescini sulla cattedra di Lingue e letterature neolatine. Il suo successore sulla cattedra di Bucarest fu Alexandru Marcu.
Morì a Padova il 26 luglio 1947.

## Opere
- Per la storia della cultura italiana in Rumania, Bucarest, C. Sfetea, 1918.
- La Fronda delle penne d'oca nei giardini d'Astrea, Napoli, Federico & Ardia, 1921.
- La materia epica di ciclo classico nella lirica italiana delle origini, in «Giornale storico della letteratura italiana», LXXIX, 1922.
- Viaggio ai regni di Madonna Poesia, Foligno, Campitelli, 1923.
- Medioevo rumeno, Roma, Anonima romana editoriale, 1928.
- Varia romanica, Firenze, La Nuova Italia, 1932.
- Posseggo una villa, Padova, Giannotti e Witting, 1935.
- Lineamenti di una interpretazione critica della corrente italianista in Rumania, Padova, Giannotti e Witting, 1935.
- Le origini della lirica trobadorica, in tre volumi, Padova, G.U.F., 1937.
- Problemi di poesia popolare neolatina e balcanica, Padova, GUF, 1938.
- Letteratura romena, Roma, Signorelli, 1941.
- Banchetti tragici nelle letterature romanze, Genova, Romano editrice moderna, 1947.
- Francesco da Barberino e la letteratura didatticaneolatina, Roma, Signorelli, 1948.